# Real (marca)
Real Sport, mayormente conocida como Real, es una empresa peruana que se dedica a la fabricación de equipamiento deportivo. Fue fundada el 28 de agosto de 1994. Es conocida por haber vestido a importantes clubes peruanos como la Universidad César Vallejo y Sport Boys.

## Clubes
Durante su historia, la marca ha vestido a varios clubes deportivos de Perú, entre ellos:
| Club                      | País | Ref.   |
| ------------------------- | ---- | ------ |
| Acadermia Cantolao        | Perú | [ 4 ]  |
| Atlético Torino           | Perú | [ 5 ]  |
| Ayacucho FC               | Perú | [ 6 ]  |
| Bolognesi                 | Perú | [ 7 ]  |
| Deportivo Municipal       | Perú | [ 8 ]  |
| José Gálvez               | Perú | [ 2 ]  |
| Juan Aurich               | Perú | [ 9 ]  |
| Juan Pablo II             | Perú | [ 10 ] |
| Sport Boys                | Perú | [ 3 ]  |
| Unión Comercio            | Perú | [ 11 ] |
| Universidad César Vallejo | Perú | [ 12 ] |
| UTC                       | Perú | [ 13 ] |